# Piedicorte-di-Gaggio
Piedicorte-di-Gaggio is een gemeente in het Franse departement Haute-Corse (regio Corsica) en telt 127 inwoners (1999). De plaats maakt deel uit van het arrondissement Corte.

## Foto's

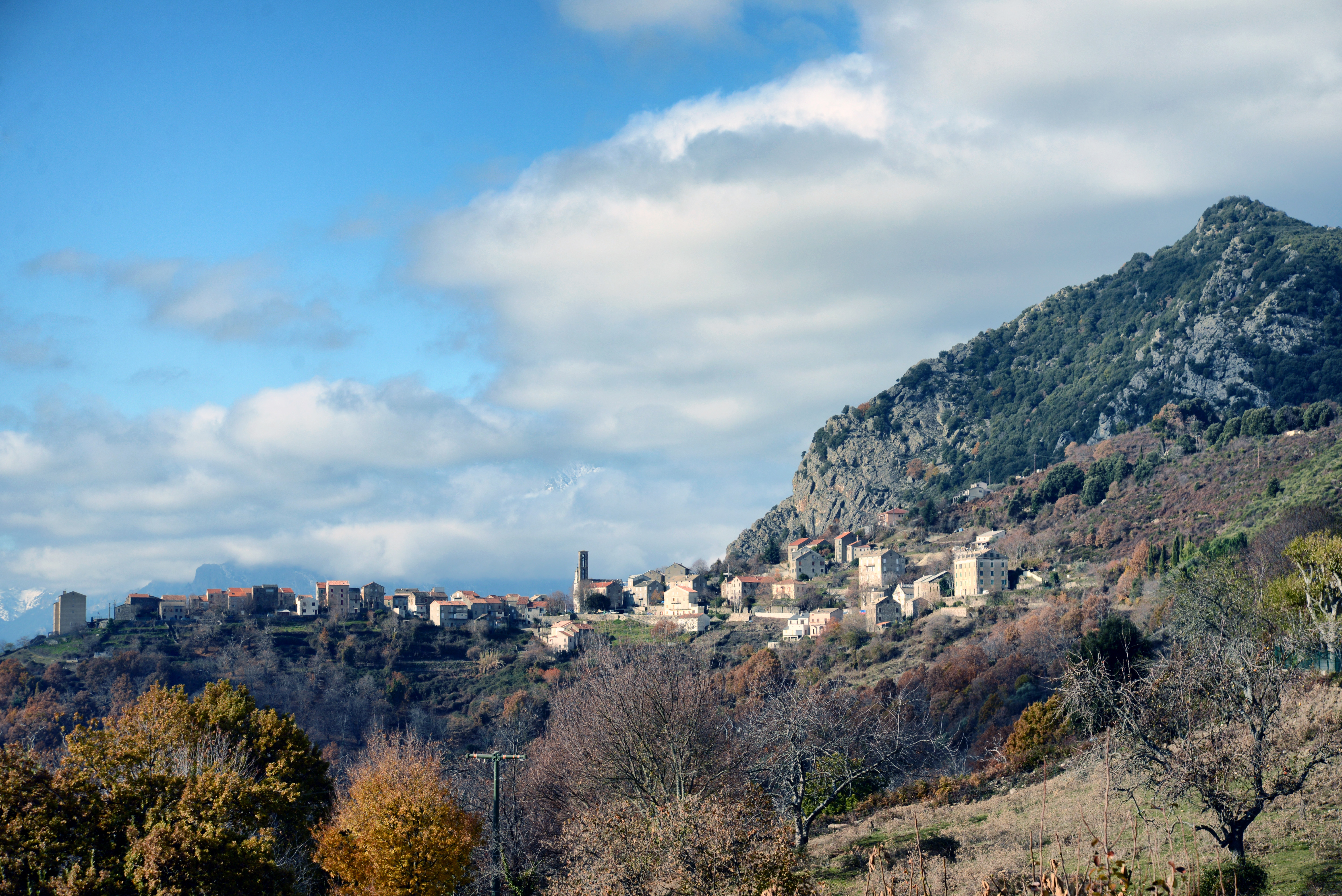
Piedicorte-di-Gaggio
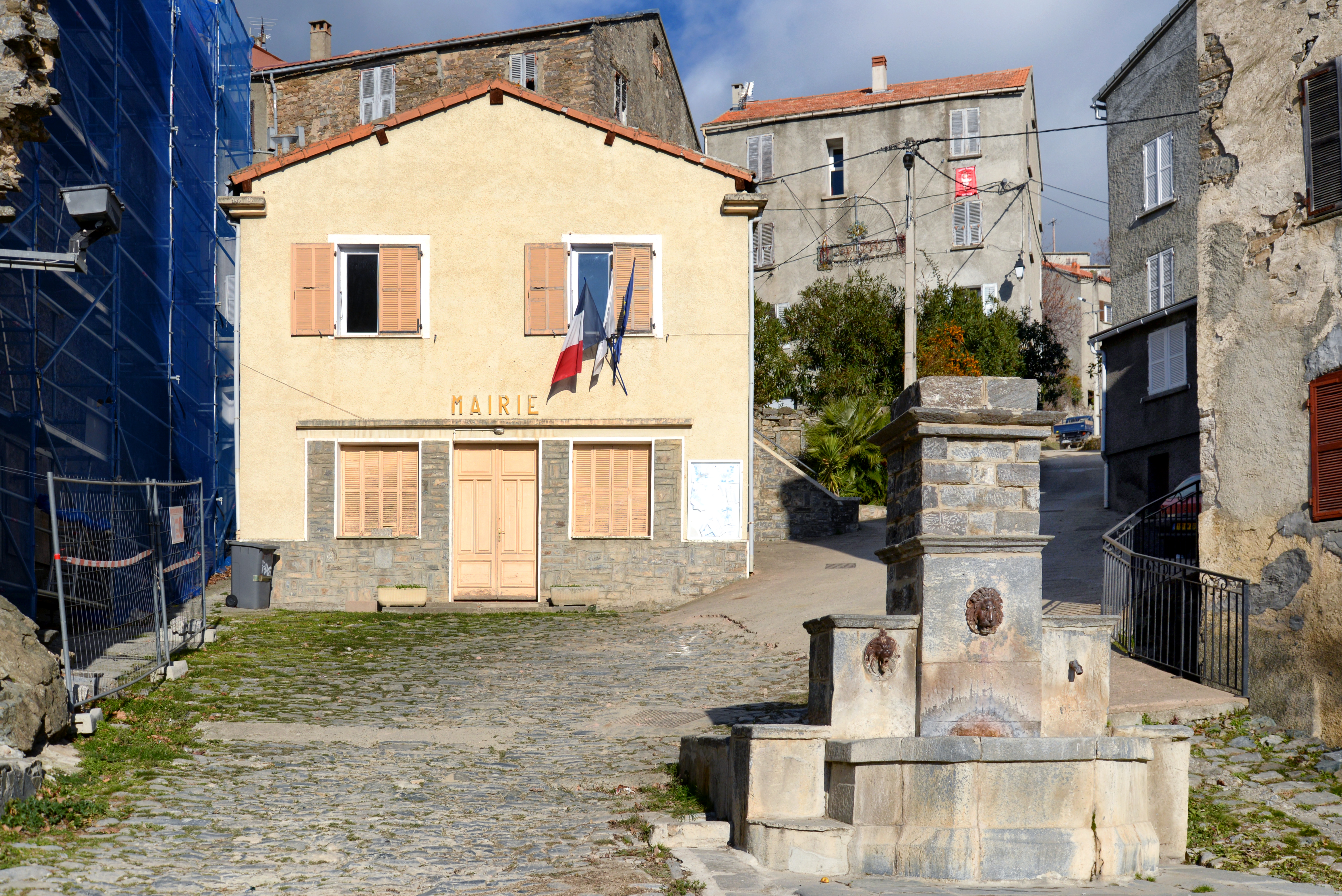
gemeentehuis
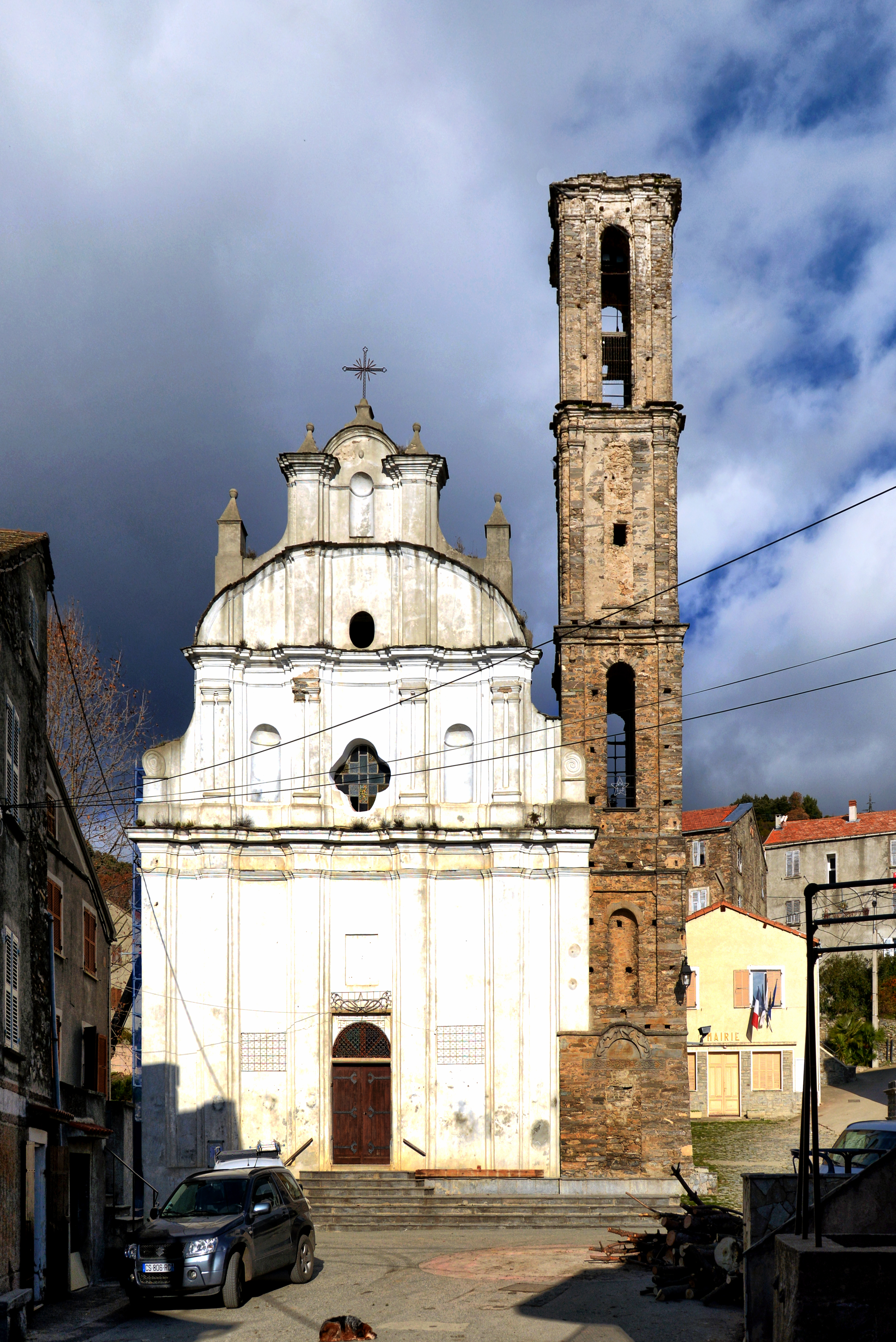
Kerk van O.L.V. ten Hemelopneming
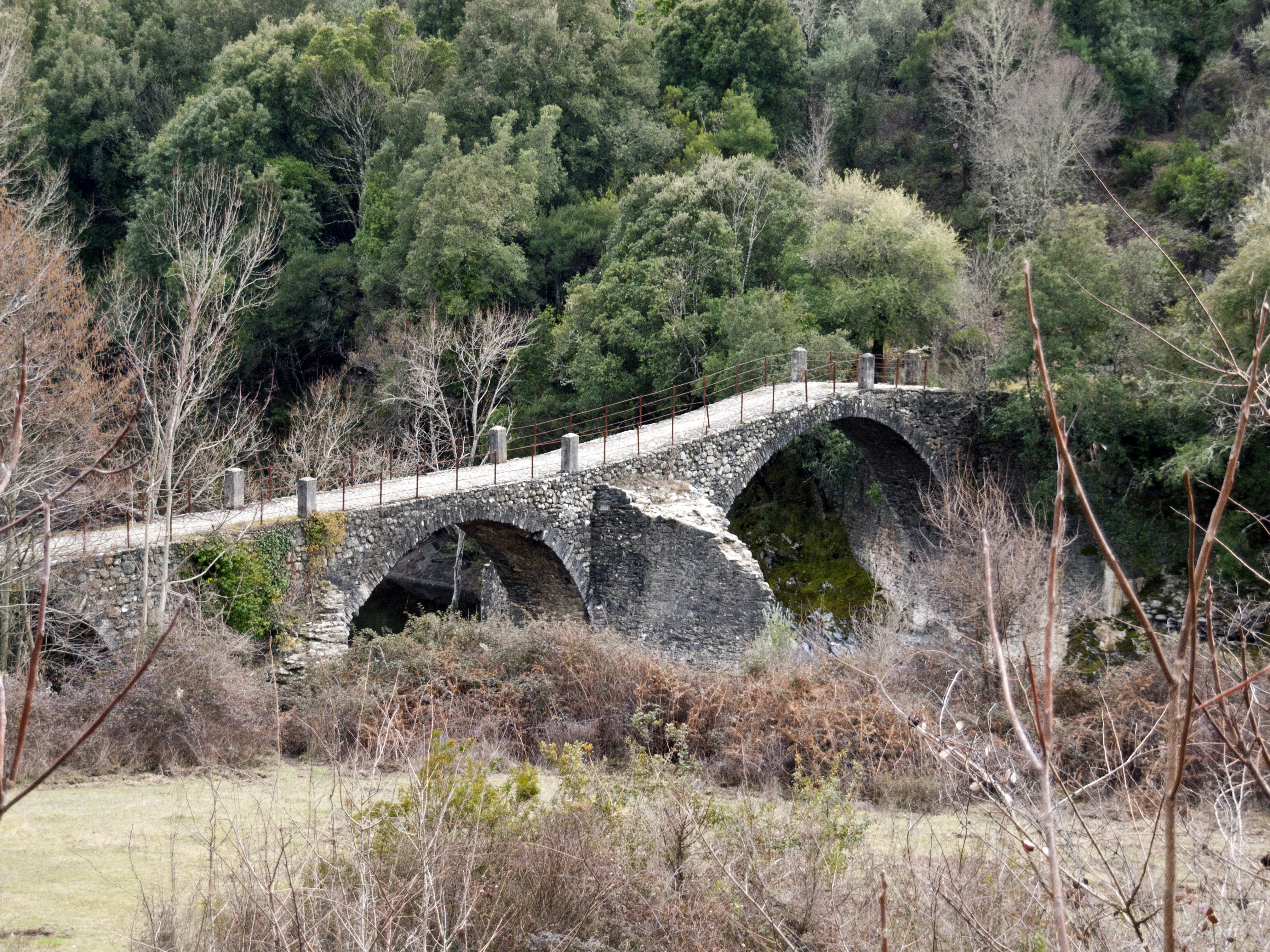
Pont Larico bij Piedicorte-di-Gaggio

## Geografie
De oppervlakte van Piedicorte-di-Gaggio bedraagt 25,8 km², de bevolkingsdichtheid is 4,9 inwoners per km².

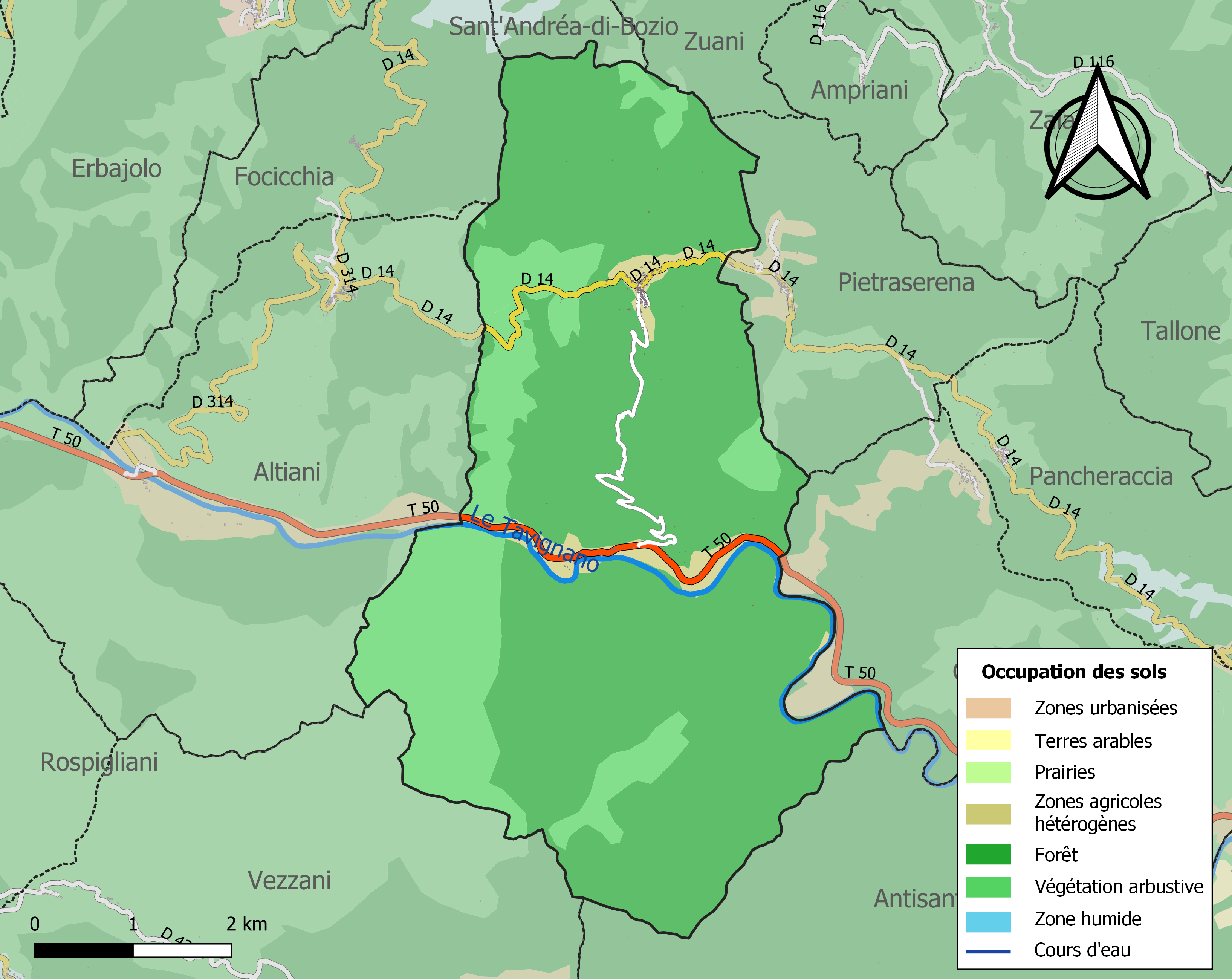
Kaart van de gemeente met de belangrijkste infrastructuur, bodemgebruik en omliggende gemeenten

## Demografie
Onderstaande figuur toont het verloop van het inwonertal (bron: INSEE-tellingen).

Vanwege een beveiligingsprobleem met de MediaWiki Graph-software is het momenteel niet mogelijk deze grafiek weer te geven. Zodra de software is bijgewerkt zal de grafiek vanzelf weer zichtbaar worden.